# Sztuczna kość
Sztuczna kość – biomateriał zbliżony do naturalnych kości człowieka, służący do uzupełniania ubytków kostnych, mający zastosowanie w stomatologii implantacyjnej oraz ortopedii.

## Historia
Materiał FlexiOss opracowali biochemicy z Uniwersytetu Medycznego w Lublinie i Akademii Górniczo-Hutniczej w Krakowie. Prace nad stworzeniem materiału trwały dwa lata. Zespołem naukowców kierowała prof. Grażyna Ginalska. W jego skład weszły dr Anna Belcarz z Lublina oraz prof. Anna Ślósarczyk i Zofia Paszkiewicz z Akademii Górniczo-Hutniczej w Krakowie. Początkowo substancja była testowana w weterynarii, później zaczęto jej używać także w leczeniu ludzi.

## Właściwości i budowa
Sztuczna kość jest białą, twardą substancją o wytrzymałej i elastycznej strukturze, zbliżonej do budowy naturalnych kości człowieka. Może być nasączana antybiotykami, dzięki czemu zapobiegnie się zakażeniom w miejscu implantacji. Może być także moczona, suszona i sterylizowana, nie zmieniając swoich właściwości. W opinii wynalazców substancja nie ma żadnych skutków ubocznych, nie powoduje reakcji alergicznych, przyspiesza gojenie się ran, idealnie wpasowuje się w żywą tkankę, a komórki tkanki kostnej łączą się z nią, wytwarzając także naczynia krwionośne.
Jednym ze składników sztucznej kości jest hydroksyapatyt, minerał występujący w naturze, m.in. w kościach ludzi, zwierząt oraz w koralowcach.

## Zastosowanie
Sztuczna kość służy do uzupełniania ubytków po urazach i nowotworach kości, a także stanach zapalnych po usunięciu zęba i paradontozie.